# Fissidens nigro-viridis
Fissidens nigro-viridis är en bladmossart som beskrevs av Ernest Stanley Salmon 1899. Fissidens nigro-viridis ingår i släktet fickmossor, och familjen Fissidentaceae. Inga underarter finns listade i Catalogue of Life.